# Fräkentjärnarna (naturreservat, Rättviks kommun)
Fräkentjärnarna är ett naturreservat i Rättviks kommun i Dalarnas län.
Området är naturskyddat sedan 2011 och är 104 hektar stort. Reservatet omfattar natur omkring Norra Fräkentjärnen och Södra Fräkentjärnen och består av gammal tallskog.